# Basel City Marathon
Der Basel City Marathon war ein Marathonlauf in Basel, der am 28. August 2005 und am 3. September 2006 stattfand.  Die Strecke führte durch die Innenstadt von Basel und die umliegenden Gemeinden Allschwil, Riehen, Birsfelden, Muttenz. An diversen Stellen spielten Bands. Zwischen Start (Messe) und Ziel (St. Jakob) standen mehrere tausend Zuschauer entlang der Strecke. Bei der zweiten Austragung wurde neben dem Marathonlauf auch ein Wettkampf über die halbe Distanz durchgeführt.
Am 18. Februar 2007 wurde bekanntgegeben, dass der Verein Basel City Marathon illiquid ist und die Veranstaltung definitiv nicht mehr stattfinden wird.

## Siegerliste
Marathon 2005
- Männer: Tesfaye Eticha (ETH), 2:13:46
- Frauen: Tsege Worku (ETH), 2:35:05

Marathon 2006
- Männer: Matthias Prétot, 2:48:02
- Frauen: Stefanie Schillig-Planzer, 3:13:38

Halbmarathon 2006
- Männer: Vassili Kraus, 1:13:10
- Frauen: Beatrice Egger, 1:26:29

## Zieleinlauf
2005
- Marathon: 1995

2006
- Marathon: 870
- Halbmarathon: 1072